# هاواردينا بيندل
هاواردينا بيندل (بالإنجليزية: Howardena Pindell)‏ (المولودة في 4 أبريل من عام 1943)، هي رسامة أمريكية وإحدى فنانات الفن الإعلامي المختلط. تستكشف أعمالها البُنى والألوان والتشكيلات وعملية خلق الفن نفسها. تُعتبر معظم أعمالها سياسيةً، إذ تتناول فيها قضايا العنصرية والنسوية والعنف والعبودية والاستغلال المتقاطعة. اشتهرت بيندل لاستخدامها مجموعة تقنيات ومواد متنوعة في أعمالها الفنية. رسمت لوحات وفق الفن التجريدي والفن التصويري، بالإضافة إلى إنشائها «لرسومات الفيديو» و«فن المعالجة».

## النشأة والتعليم
ولدت هاواردينا بيندل في 4 أبريل من عام 1943، في فيلادلفيا بولاية بنسيلفانيا، لوالديها هاوارد وميلدريد (لويس قبل الزواج) دوغلاس. تخرجت بينديل من مدرسة فيلادلفيا الثانوية للإناث. أظهرت شغفًا تجاه دروس الفن التصويرية في جامعة فيلادلفيا للفنون وكلية سامويل س. فليشر التذكارية للفنون وكلية تايلر للفنون والعمارة منذ صغرها. تلقت شهادة البكالوريوس في الفنون الجميلة من جامعة بوسطن في عام 1965 وشهادة الماجستير في الفنون الجميلة من جامعة ييل في عام 1967. حصلت بيندل على دكتوراه فخرية من كلية ماساتشوستس للفنون والتصميم وكلية بارسونز الجديدة للتصميم.

## المسيرة المهنية
بدأت بينديل العمل في قسم تعليم الفن في متحف الفن الحديث (MoMA) في مدينة نيويورك في عام 1967، وانتقلت لاحقًا للعمل في منصب تنظيمي في قسم المطبوعات والكتب المصورة. استمرت في العمل في متحف الفن الحديث حتى عام 1979، ضمن مجموعةً متنوعةً من المناصب، بما في ذلك مساعدة لشؤون المعرض، وأمينة مساعدة، ومساعدة مشاركة.
شاركت بيندل في تأسيس معرض إيه. آي. آر في عام 1972، وقد كان أول معرض يديره الفنانون مخصص للفنانات في الولايات المتحدة. شاركت عشرون فنانةً في تأسيس المعرض، وكانت كل من نانسي سبيرو، وأغنيس دينيس، وباربرا زوكر، ودوتي آتي، وجوديث بيرنستاين، وهارموني هاموند، ومود بولتز، ولويز كرامر من بين الفنانات المشاركات. اقترحت بينديل تسمية المعرض باسم «معرض أير» تيمنًا برواية جين أير للكاتبة شارلوت برونتي، وذلك في الاجتماع الأول الذي عقد في 17 مارس من عام 1972. قررت الفنانات تسمية المعرض «معرض أيه. آي. آر» بدلاً من ذلك، وهو اختصار لـ «الفنانات المقيمات» (Artists in Residence). سمح المعرض للفنانات بتنظيم معارضهن الخاصة، ما أتاح لهن حرية المخاطرة بعرض أعمالهن بطرق لم تسمح المعارض التجارية لهن بها.
بدأت بيندل السفر إلى الخارج كضيفة متحدثة ومحاضرة في منتصف سبعينيات القرن العشرين. شملت ندواتها «الفن الأمريكي الحالي والفن الأمريكي الأسود: مسح تاريخي» في كلية مادراس للفنون والحرف اليدوية في الهند في عام 1975، و«فنانات سوداوات، الولايات المتحدة الأمريكية» في أكاديمية الفنون في أوسلو في النرويج في عام 1976.
أصبحت مساعدة مشاركة في قسم المطبوعات والكتب المصورة في متحف الفن الحديث بحلول عام 1977. واصلت قضاء لياليها في إنشاء أعمالها الخاصة، مستلهمةً من العديد من المعروضات التي استضافها متحف الفن الحديث، وخاصة مجموعة المتحف من سترات باتاكاري الأكانية خلال معرض المنسوجات الأفريقية والفنون الزخرفية.
تعمل بيندل حاليًا أستاذةً للفنون في جامعة ستوني بروك، حيث تدرس منذ عام 1979. كانت أستاذةً زائرةً في قسم الفنون التابع لجامعة ييل بين عامي 1995 و1999.
أُجريت معها مقابلة من أجل فيلم !وومن آرت ريفولوشن.